# Dinder
Il Dinder (in arabo Nahr ad-Dindar) è uno dei principali affluenti del Nilo azzurro. Nasce dalle montagne dell'Etiopia a ovest del lago Tana e, prima di gettarsi nel Nilo azzurro, scorre in una stretta e profonda gola incastonata nell'altopiano alto più di 2000 m s.l.m..
Il fiume è lungo 480 chilometri, è navigabile per un terzo della sua lunghezza durante la stagione di piena e attraversa il parco nazionale del Dinder.